# Пук, Карл Рудольф
Карл Рудольф Пук (англ. Carl Rudolph «Fritz» Poock; 1877—1945) — американский художник-импрессионист немецкого происхождения. Был известным практиком пленэрной живописи, участником Artists of the Arroyo Seco и членом California Plein-Air Painting.

## Биография
Родился 20 февраля 1877 года в Хальберштадте, Германия.
Живописи учился в Испании у Francisco del Marmol. В 1905 году переехал в Лос-Анджелес, где в конце концов поселился в районе Highland Park. Здесь совмещал работу строителя и живописца. Некоторое время трудился в городе Мансанильо в Мексике. В 50 лет вышел на пенсию и полностью посвятил себя живописи.
Карл Пук работал преимущественно в технике акварели и был членом Калифорнийского художественного клуба (англ. California Art Club). Занимался также написанием фресок. Участвовал во многих выставках в США.
Умер 2 января 1945 года. После его смерти жена Дорис (англ. Doris Poock) подарила часть его работ Лос-Анджелесу и музею Southwest Museum of the American Indian.